# آنتا کونیچنا
آنتا کونیچنا (انگلیسی: Aneta Konieczna؛ زادهٔ ۱۱ مهٔ ۱۹۷۸) قایقران کایاک، و قایقران کانو اهل لهستان است.